# Giovanni Nani Ruggeri
Giovanni Nani Ruggeri (San Agustín de Guacara, Carabobo, Venezuela, 22 de noviembre de 1943-Valencia, Carabobo, Venezuela, 17 de diciembre de 2006) fue un destacado académico e ingeniero mecánico venezolano. 
Rector de la Universidad Nacional Experimental Rómulo Gallegos, y fundador y primer rector de la Universidad Arturo Michelena. Como estudiante, dictó clases en el Instituto Nueva Valencia. Y empezó un recorrido académico antes de titularse de Ingeniería Mecánica en el año 1969, en la Universidad de Carabobo, siendo a su vez parte de la primera promoción de dicha carrera en dicha universidad.
Ocupó a lo largo de su vida profesional diversos cargos académicos que iban más que todo, enfocados al nivel gerencial. Entre ellos podemos nombrar algunos como la fundación de la IUPFAN; creador y primer Director de la Escuela de Ingeniería Aeronáutica, contribuir al establecimiento del Instituto Universitario de Tecnología Valencia, entre otros.
Recibió el doctorado honoris causa en la Universidad Simón Bolívar de Colombia.

## Universidad de Carabobo
Giovanni Nani Ruggeri se desempeñó como profesor de la Universidad de Carabobo y otras instituciones siendo apenas un estudiante. Fue preparador del Departamento de Matemáticas de la Facultad de Ingeniería de la UC hasta 1971. En 1974, comenzó a dirigir el Departamento de Publicaciones de la referida facultad; fue jefe de Cátedra del Departamento de Matemáticas y para 1980 ya era reconocido como profesor titular de la Universidad de Carabobo.
De esta manera, Nani marcó el inicio de un camino que estaría dedicado plenamente a la enseñanza, lo que le permitió igualmente ejercer cargos de envergadura dentro y fuera de la UC. Entre otras cosas, se desempeñó como Director de Estudios Básicos de la Facultad de Ingeniería, fue electo Decano de dicha dependencia para el período 1984 - 1988 y al culminar esta tarea, aspiró al cargo de rector de la Universidad de Carabobo no quedando electo, sin embargo. Prosiguió en labores académicos por otros medios.

## Universidad Rómulo Gallegos
En 1991 asumió las riendas de la Universidad Rómulo Gallegos, ubicada en San Juan de los Morros, estado Guárico. Como Rector de la institución, Nani reformó el concepto de universidad y generó una diversificación de carreras, además de construir un Campus único en el país que, adicionalmente, contribuyó a desarrollar las poblaciones aledañas a San Juan de los Morros.
Durante su período en la Universidad Rómulo Gallegos nacen las Escuelas de Medicina, Odontología, Licenciatura en Educación, Economía, Administración Comercial, y Contaduría, aunadas a un Centro Clínico Universitario que prestaría atención médica a la comunidad guariqueña. Este sería el hoy conocido como FUNDACLIU, que funge como la Fundación Centro Clínico Universitario 'Rómulo Gallegos' hoy día.
Estos labores académicos, aunados a otros aportes en su rectoría, lo perfilaron como uno de los rectores más respetados de la UNERG en los ocho años que estuvo en ese puesto.

## Universidad Arturo Michelena
Para los años de 1999 - 2000, Nani tenía en mente devolver académicamente algo a su ciudad natal. Sentía que aún tenía un compromiso pendiente con la región carabobeña. Por ello, decide emprender un nuevo proyecto, una de sus más grandes obras: La Universidad Arturo Michelena.
Luego de varios años de planificación y construcción de una planta física, el 5 de noviembre de 2001 arrancan formalmente las actividades académicas en la UAM, marcando pauta en Carabobo y en la región central del país a través de la formación de jóvenes en áreas inéditas.
Tuvo una larga lista de labores desempeñadas mientras ejercía esta labor en paralelo, entre ellas ejerció como Vicepresidente de la Asociación Venezolana de Rectores Universitarios (AVERU) y perteneció a los Consejos Superiores de la Universidad Simón Bolívar y de la UPEL. También, egresó de la Universidad de Camagüey como Doctor en Ciencias y recibió el doctorado honoris causa en la Universidad Simón Bolívar de Colombia.

## Legado
Luego de su fallecimiento debido a una larga lucha contra el cáncer. En el estado de Carabobo, tanto la UNERG que lo recuerda como uno de sus mejores rectores, como la UAM en mayor medida. Han hecho diversos homenajes en honor al valor, entrega, y aporte de Ruggeri a la educación venezolana. Entre los tantos homenajes, destacan algunos como por ejemplo, la 'Cátedra Rectoral para la Paz y la Solidaridad “Doctor Giovanni Nani Ruggieri”' inaugurada el 8 de noviembre del 2011. Está ubicada en el municipio San Diego, Carabobo. Allí incluso se aplican homenajes a personajes honorables de la sociedad venezolana, entre los más destacados que se han logrado hacer, están los de Jacinto Convit, por ejemplo.